# Ксиномавро
Ксиномавро (греч. Ξινόμαυρο, «кислочёрный») — технический (винный) сорт винограда, выращиваемый в Греции.

## История и происхождение сорта
Некоторое время, до появления методов генетического анализа, считалось, что Ксиномавро имеет родство с сортами Пино-нуар или Неббиоло. Последние генетические исследования показали, что Ксиномавро произошёл в результате естественного скрещивания неизвестного сорта и Гуэ блан.
В начале 2000х, французский ампелограф Пьер Гале с коллегами выделил три основных клона сорта, все три которых произрастают в регионе Науса. На основании этого был сделан вывод, что Науса и является местом появления Ксиномавро.
По состоянию на 2008 год, Ксиномавро — самый широко культивируемый сорт чёрного технического винограда в Северной Греции и второй по популярности сорт чёрного технического винограда в Греции.

## География

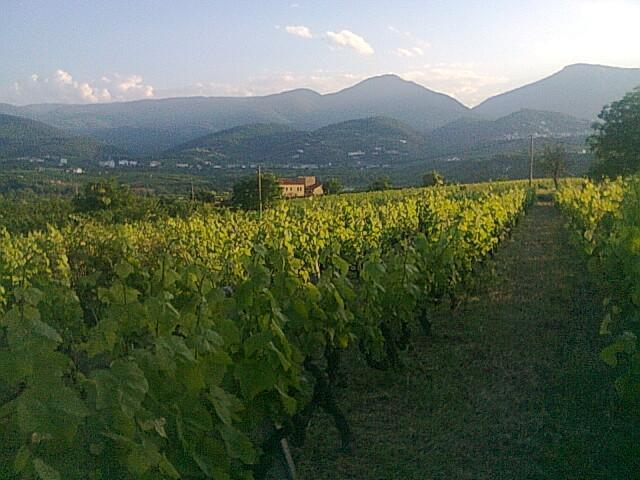
Виноградники в регионе Науса, Центральная Македония, производящие винный сорт Ксиномавро

Ксиномавро в основном культивируется вокруг городов Науса, Гумениса, Аминдеон, фессалийского городка Рапсани, западномакедонских городов Трикомон, Сьятиста и Велвендос, и в меньших масштабах монахами на Афоне, а также на горе Оса в Фессалии, в эпирском номе Янина, фессалийских номах Магнисия и Трикала и западномакедонском номе Кастория.
Общая площадь греческих виноградников с Ксиномавро по состоянию на 2013 год составляет 2239 Га.

## Виноделие

Бутылка вина из Наусы производства Бутари

Сорт очень пластичный, и позвозяет производить широкий ассортимент вин — от розовых, до красных, тихих и игристых, разного уровня сахаристости, и в самых разных стилях. Общей чертой, объединяющей все вина из Ксиномавро, является отчетливо ощущаемая, «звенящая» кислотность. Довольно сложно выделить общие вкусо-ароматические черты из-за большого клонального разнообразия и различных технологий виноделия. Обычно, во вкусе можно обнаружить красные фрукты и ягоды, например, клубника и слива, но с возрастом вкус меняется в сторону более пикантных тонов томатов, оливок и сухофруктов. Танины могут быть довольно терпкими и угловатыми, но с возрастом приобретают элегантность и структуру.
Заметен тренд на использование сорта в купажах с Мерло и Сира. В апеллясьоне Гуменисы Ксиномавро обязательно должен использоваться в купаже с не менее чем 20% сорта Негоска. В апеллясьоне Рапсани сорт используется равноправно с сортами Крассато и Ставрото. Апеллясьоны Науса и Аминдеон требуют использования исключительно Ксиномавро.
Вина, как правило, обладают высоким потенциалом к хранению. Одной из отличительных черт вина является чуть более быстрая потеря цвета со временем, когда тёмно-красные вина быстрее обычного приобретают кирпичный цвет.